# Cantellius transversalis
Cantellius transversalis is een zeepokkensoort uit de familie van de Pyrgomatidae. De wetenschappelijke naam van de soort is voor het eerst geldig gepubliceerd in 1938 door Nilsson-Cantell.